# 光圈凝膠
《光圈凝胶》是Aperture Tag Team於2014年發布的第一人稱解迷遊戲。它是一個基於維爾福公司的傳送門系列製作的遊戲模組。該遊戲獲得了維爾福公司正式的銷售許可，並於2014年7月15日在Steam平台正式發行。遊戲取消了《傳送門》中的傳送門槍，取而代之的是一把可以噴射兩種不同凝膠的凝膠槍。遊戲共有27個關卡，包括新角色和合作游戏模式，還包含一個关卡编辑器。

## 遊戲系統
在遊戲中，玩家的主要道具就是凝膠槍。凝膠槍可以向牆面噴射藍色和橙色兩種顏色的凝膠。這兩種凝膠的作用與《傳送門2》中的凝膠相同：藍色凝膠可以使玩家跳得更高，橙色凝膠可以使玩家跑得更快。
遊戲還利用了一些被傳送門系列拋棄的道具，例如在《傳送門2》早期宣傳片中提到但最終未使用的傳送管道。

## 製作
受《傳送門2》的影響，Eugenio Roman發起了「Aperture Tag Team」團隊。在《傳送門2》宣佈引入凝膠元素但尚未正式發布之時，Roman提出了凝膠槍（英語：Paint Gun）的設想。凝膠最初是從遊戲《標籤：油漆的力量》引入到傳送門系列的，而且這款遊戲的開發者也被維爾福公司聘用。Roman體驗了這一前作，然後打算進一步深化凝膠槍的概念。然而，凝膠槍的模型已經由另一個模組製作者開發出來，於是他向這個製作者尋求許可，而且在正式發布之前對凝膠槍做了一些修改。
2013年5月，Roman參加了維爾福舉辦的「永久測試行動計劃」閉門測試。在活動中，他詢問維爾福員工是否會在《傳送門2》中加入凝膠槍並讓社群製作自訂地圖。員工回應稱，雖然遊戲中有一個叫做「weapon_paintgun」的檔案，不過已經棄置不用。於是，Roman決定讓《光圈凝胶》發展成一個完備的模組，而非簡單的地圖組合。

## 評價
ValveTime對《光圈凝胶》持正面評價，稱「這款遊戲全長兩到三個小時，看起來不錯，玩起來也很好，能與其價格相匹配」，讚揚了遊戲的遊戲機理、視覺樣式與關卡設計，而且對畫面精細程度、音軌與劇情的一致性和遊戲地圖的性能提出了好評。然而，ValveTime也對遊戲的劇情與對話提出了批評。
《PC Gamer》給遊戲打出了58分的成績（滿分100分），指出遊戲「缺乏平衡、內容囉嗦，但是如果你願意玩的話，仍然可以從遊戲中找到一些優秀的謎題。」
在Steam中，玩家對該遊戲的評價中通常會包含對劇情、配音與製作精細程度的不滿。不過，引發不滿的根本原因還是玩家需要付費購買而不能直接免費玩到本作。

## 外部連結
- Steam上面的《Aperture Tag》 （页面存档备份，存于）